# Wuzhong
Pour les articles homonymes, voir Wuzhong (homonymie).
Wuzhong (吴忠 ; pinyin : Wúzhōng) est une ville de la région autonome du Níngxià en Chine.

## Démographie
La population de la préfecture était estimée à 1 110 000 habitants en 2004.

## Subdivisions administratives
La ville-préfecture de Wuzhong exerce sa juridiction sur quatre subdivisions - un district, une ville-district et deux xian :
- le district de Litong - 利通区 Lìtōng Qū ;
- la ville de Qingtongxia - 青铜峡市 Qīngtóngxiá Shì ;
- le xian de Yanchi - 盐池县 Yánchí Xiàn ;
- le xian de Tongxin - 同心县 Tóngxīn Xiàn.